# St.-Katharinen-Kirche (Groß Pinnow)

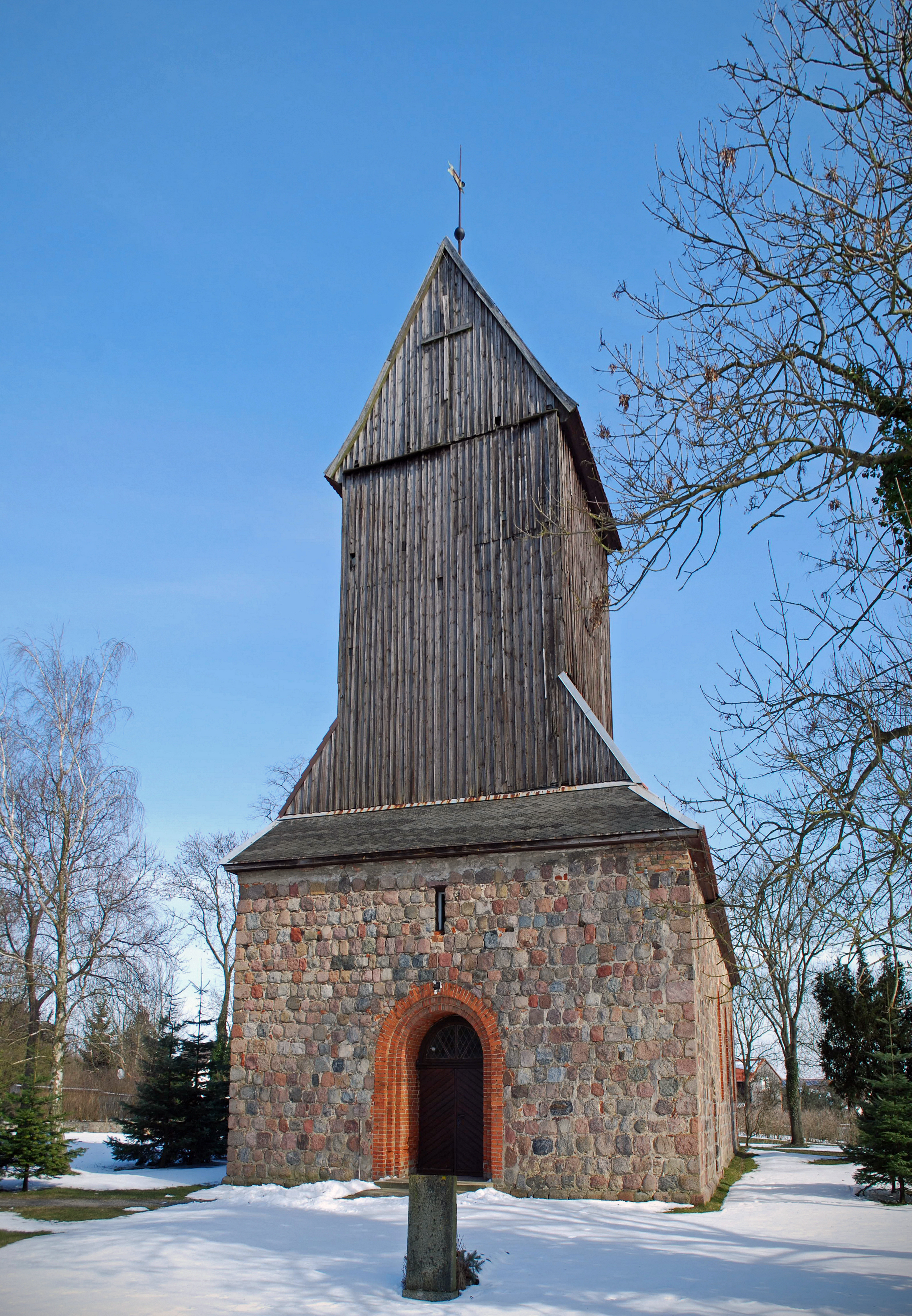
Dorfkirche Groß Pinnow

Die St.-Katharinen-Kirche ist ein denkmalgeschütztes Kirchengebäude in Groß Pinnow, einem Ortsteil der Gemeinde Hohenselchow-Groß Pinnow im Landkreis Uckermark in Brandenburg. Benannt ist sie schon seit dem Mittelalter nach der Heiligen Katharina von Alexandrien. Sie gehört zum Pfarrsprengel Hohenselchow in der Propstei Pasewalk der Evangelisch-Lutherischen Kirche in Norddeutschland („Nordkirche“).

## Lage
Die Dorfkirche befindet sich im Ortszentrum von Groß Pinnow und ist von einem Kirchhof umgeben.

## Geschichte
Das ursprüngliche Jahr der Errichtung der Kirche kann nicht sicher bestimmt werden, hierzu fehlen Aufzeichnungen aus vergangenen Zeiten die nicht erhalten sind. Belegt ist, dass es bereits vor der Reformation eine Kirche gab, die eine Tochterkirche zur Mutterkirche in Hohenselchow war. Im Jahr 1680 wurde das verwüstete Dorf unter dem Churfürstlich-Brandenburgischen Hauptmann Ernst Bogislav von Frosten wieder aufgebaut. Am 19. Februar 1680 begann man mit dem Wiederaufbau der Kirche, von der nur vier Mauern bestehen geblieben waren, und ein provisorisches Strohdach wurde über der Kirchenruine errichtet. Hauptmann von Frosten schenkte am 31. März 1681 der Kirche eine Kirchenglocke und im Jahr 1698 konnte durch den neuen Pastor Joachim Palov die Einweihung der Kirche gefeiert werden. Jedoch zerstörte ein in der Schmiede entstandenes Feuer die Kirche zu einem Aschehaufen.
Ein erneuter Wiederaufbau der Kirche wurde von 1754 bis 1756 mit dem Eindecken eines Schindeldaches und der Verkleidung des Westturmes mit Holzbrettern durchgeführt. Anschließend begann man mit dem Ausbau der Inneneinrichtung durch einen neuen Altar, einer neuen Kanzel, neuen Sitzbänken und der Aufwertung des Kirchendaches mit Ziegeln. Im Jahr 1833 wurde von dem Uhrmacher Steinhöfel für 130 Taler eine Uhr für den Kirchturm hergestellt und eingebaut. Eine Reparatur des Kirchturmes im Jahr 1862 wurde für eine Vergoldung der Wetterfahne und des Sternes genutzt und am 4. September 1862 konnte der Turm wieder vollständig benutzt werden. Für das Jahr 1876 wurde eine neue Orgel von dem Orgelbaumeister Grünberg aus Stettin aus der Kirche zu Fiddichow erworben, ihre Einweihung wurde am 13. Mai 1876 gefeiert.

## Baubeschreibung
Die Dorfkirche ist ein kleiner Saalbau aus Feldstein mit einem geschrägten Sockel, einem Westturm, der die Kirchenschiffsbreite erreicht. Sie wurde vermutlich im Ursprung nach 1250 errichtet. Der Weststurm ist mit Holzbrettern aus dem dendrologisch bestimmten Jahr 1727 verkleidet und nach 1945 restauriert. Im Jahr 1839 wurden alle Öffnungen der Kirche mit Backsteingewänden und Rundbogenabschlüssen restauriert, eine Dreifenstergruppe in der Ostwand wurde vermauert. Ein Kreisfenster, eine Kreuzblende und eine Blendenreihe befinden sich darüber in der Ostwand. An der Südwand des Kirchturmes befindet sich eine gemauerte Treppe und eine Tür.
Das Kirchenschiff weist innen eine Flachdecke, eine Westempore, einen Taufstein (nach 1850) und eine in barocken Formen und Akanthusrahmung ausgeführte Gedenktafel für die Opfer des Ersten Weltkrieges. Das hölzerne Altarretabel (1756) hat im säulengerahmten Mittelfeld ein Kruzifix und wird von musizierenden Engeln begleitet, darüber ist der auferstandene Christus zu sehen.